# Clean, Shaven
Clean, Shaven é um filme americano de 1993, escrito e dirigido por Lodge Kerrigan, com Peter Greene no papel principal. Clean, Shaven estreou no Festival de Cannes de 1994.

## Sinopse
Peter Winter é um jovem esquizofrênico, que tenta desesperadamente recuperar sua filha, que vive com uma família adotiva. Durante sua busca, Peter é perseguido pela polícia, que investiga um assassinato.

## Elenco
- Peter Greene - Peter Winter
- Alice Levitt - Garota com Bola
- Megan Owen - Mrs. Winter
- Jennifer MacDonald - Nicole Winter
- Molly Castelloe - Melinda Frayne
- Jill Chamberlain - Garota do Motel
- Agathe Leclerc - Jovem Assassinada
- Robert Albert - Jack McNally
- Roget Joly - Fotógrafo da Polícia
- René Beaudin - Ciclista
- J. Dixon Byrne - Dr. Michaels
- Eliot Rockett - Homem da Escada / Homem no Jeep